# Publici Mal·leol
Public Mal·leol (en llatí: Publicius Malleolus) va ser un ciutadà roma que va matar la seva mare i va ser objecte d'un càstig exemplar. El van tancar dins un sac i el van tira a la mar, l'any 101 aC. Es diu que aquest tipus de crim era la primera vegada que es produïa entre els romans.